# Plectroglyphidodon phoenixensis
Plectroglyphidodon phoenixensis là một loài cá biển thuộc chi Plectroglyphidodon trong họ Cá thia. Loài này được mô tả lần đầu tiên vào năm 1943.

## Từ nguyên
Từ định danh của loài được đặt theo tên của quần đảo Phoenix, nơi mà mẫu định danh được thu thập (–ensis: hậu tố biểu thị nơi chốn).

## Phạm vi phân bố và môi trường sống
P. phoenixensis có phạm vi phân bố rộng khắp khu vực Ấn Độ Dương - Thái Bình Dương. Từ bờ biển Đông Phi, loài này được ghi nhận trải dài về phía đông đến quần đảo Hawaii và đảo Johnston, Tuamotu và quần đảo Pitcairn, ngược lên phía bắc đến quần đảo Ryukyu (Nhật Bản), giới hạn phía nam đến Úc.
Môi trường sống phổ biến của P. phoenixensis là gần những rạn san hô, đặc biệt là san hô của chi Acropora và Pocillopora, ở độ sâu đến ít nhất là 8 m.

## Mô tả
P. phoenixensis có chiều dài cơ thể tối đa được biết đến là 9 cm. Cơ thể của P. phoenixensis có màu nâu sẫm với các dải sọc dọc màu hồng đến trắng ở hai bên thân. Một vạch sọc màu đen bao quanh cuống đuôi. Cá con một đốm đen lớn viền trắng trên vây lưng.
Số gai ở vây lưng: 12; Số tia vây ở vây lưng: 16–17; Số gai ở vây hậu môn: 2; Số tia vây ở vây hậu môn: 13–14.

## Sinh thái học
Thức ăn của P. phoenixensis chủ yếu là tảo. Trứng của chúng bám dính vào chất nền. Cá đực có nhiệm vụ bảo vệ và chăm sóc trứng.